# Futbol'nyj Klub Metalurh Donec'k
Il Metalurh Donec'k, ufficialmente Futbol'nyj Klub Metalurh Donec'k (in ucraino Футбольний клуб Металург Донецьк?, traslitt. alternative: Metalurg Doneck, Metalurh Donetsk o Metalurg Donetsk), è stata una delle società di calcio di Donec'k, in Ucraina.

## Storia
Il club tra le sue origini dallo Antracyt Kirovske. Dopo la dissoluzione dell'Unione Sovietica, l'Antracyt, allora militante in terza divisione venne promosso nella Druha Liha, la seconda divisione. Dopo la promozione il club si trasferì a Šachtars'k, dove modificò il proprio nome in FC Medita Šachtars'k.
Nel 1995 assunse la denominazione attuale e nel 1997 venne promosso nel massimo campionato ucraino. Nel 2015 il club si sarebbe dovuto fondere con lo Stal' Dniprodzeržyns'k, ma a causa della bancarotta dichiarata dal club del Donbass in seguito alla guerra dell'Ucraina orientale, lo Stal' prende il posto del Metalurh in Prem"jer-liha.
Lo Stadio Metalurh, che ha ospitato le partite interne, ha una capacità di 5.094 spettatori.
I colori della squadra furono il, bianco, blu e giallo.
Una delle tante partite sentite dai sostenitori del Metalurh Donec'k era contro Šachtar infatti era il "Derby del Donbass".

## Rosa 2009-2010
| N. |                        | Ruolo | Calciatore            |
| -- | ---------------------- | ----- | --------------------- |
| 2  | Ucraina (bandiera)     | D     | Artem Baranovs'kyj    |
| 4  | Ucraina (bandiera)     | D     | V″jačeslav Čečer      |
| 5  | Ucraina (bandiera)     | D     | Artem Putivcev        |
| 7  | Ucraina (bandiera)     | D     | Mykola Morozjuk       |
| 8  | Paesi Bassi (bandiera) | C     | Gregory Nelson        |
| 9  | Serbia (bandiera)      | C     | Đorđe Lazić           |
| 12 | Ucraina (bandiera)     | P     | Oleksandr Bandura     |
| 13 | Cipro (bandiera)       | C     | Kōnstantinos Makridīs |
| 14 | Brasile (bandiera)     | C     | Alexandre             |
| 17 | Ucraina (bandiera)     | C     | Anton Postupalenko    |
| 18 | Ucraina (bandiera)     | C     | Oleksandr Nojok       |

| N. |                    | Ruolo | Calciatore           |
| -- | ------------------ | ----- | -------------------- |
| 19 | Armenia (bandiera) | C     | Rumyan Hovsepyan     |
| 20 | Ucraina (bandiera) | C     | Vitalij Fedotov      |
| 22 | Grecia (bandiera)  | D     | Vasileios Pliatsikas |
| 23 | Ucraina (bandiera) | D     | Oleksandr Nasonov    |
| 37 | Brasile (bandiera) | D     | Gabriel              |
| 40 | Ucraina (bandiera) | C     | Marjan Mysyk         |
| 55 | Ucraina (bandiera) | D     | Eduard Sobol         |
| 79 | Ucraina (bandiera) | P     | Jurij Pankiv         |
| 87 | Ucraina (bandiera) | D     | Bohdan Myšenko       |
| 94 | Ucraina (bandiera) | C     | Maksym Zaderaka      |

## Stagioni passate
- 2011-2012
- 2013-2014

## Palmarès

### Competizioni nazionali
- Perša Liha: 1

1996-1997

### Altri piazzamenti
- Campionato ucraino:

Terzo posto: 2001-2002, 2002-2003, 2004-2005
- Coppa d'Ucraina:

Finalista: 2009-2010, 2011-2012
Semifinalista: 1997-1998, 2001-2002, 2007-2008
- Supercoppa d'Ucraina:

Finalista: 2012
- Druha Liha:

Secondo posto: 1995-1996

## Statistiche

### Statistiche nelle competizioni UEFA
Tabella aggiornata alla fine della stagione 2018-2019.
| Competizione                  | Partecipazioni | G  | V  | N | P | RF | RS |
| ----------------------------- | -------------- | -- | -- | - | - | -- | -- |
| Coppa UEFA/UEFA Europa League | 7              | 24 | 11 | 5 | 8 | 42 | 35 |